# Ángel Díaz de Entresotos
Ángel Díaz de Entresotos y Mier (Santander, Cantabria, 5 de diciembre de 1927-ibidem, 16 de noviembre de 2009) fue un político español que militó en Alianza Popular (posteriormente, Partido Popular). Fue el segundo presidente de la comunidad autónoma de Cantabria.

## Biografía
Nació en Santander el 5 de diciembre de 1927 y falleció el 16 de noviembre de 2009.
Se licenció en Derecho por la Universidad de Oviedo, e hizo el servicio militar en la Milicia Naval Universitaria, consiguiendo el grado de teniente de Infantería de Marina. Causó alta en el Colegio de Abogados de Cantabria en 1954, y se dedicó en exclusiva al ejercicio de la profesión. Al comenzar en España la transición política, acudió al congreso fundacional de Alianza Popular, partido en el que finalmente se integró.
La crisis en el seno de la Coalición Popular de centroderecha causó la dimisión de José Antonio Rodríguez en 1984, y Díaz de Entresotos, que se había presentado en el sexto lugar de la lista de CP, fue elegido presidente de la Diputación Regional de Cantabria. Su mandato comenzó en abril del año 1984, y concluyó coincidiendo con las elecciones autonómicas de 1987, tras las que Juan Hormaechea fue investido como nuevo presidente.
Entre las leyes que se promulgaron durante su presidencia, destacan la de establecimiento del escudo y el himno.